# Baudette (Minnesota)
Baudette es una ciudad ubicada en el condado de Lake of the Woods en el estado estadounidense de Minnesota. En el Censo de 2010 tenía una población de 1106 habitantes y una densidad poblacional de 91,64 personas por km².

## Geografía
Baudette se encuentra ubicada en las coordenadas 48°42′44″N 94°35′31″O / 48.71222, -94.59194. Según la Oficina del Censo de los Estados Unidos, Baudette tiene una superficie total de 12.07 km², de la cual 11 km² corresponden a tierra firme y (8.88%) 1.07 km² es agua.

## Demografía
Según el censo de 2010, había 1106 personas residiendo en Baudette. La densidad de población era de 91,64 hab./km². De los 1106 habitantes, Baudette estaba compuesto por el 94.39% blancos, el 0.09% eran afroamericanos, el 0.72% eran amerindios, el 0.81% eran asiáticos, el 0% eran isleños del Pacífico, el 0.54% eran de otras razas y el 3.44% pertenecían a dos o más razas. Del total de la población el 1.81% eran hispanos o latinos de cualquier raza.